# Haukipudas
Haukipudas is een voormalige gemeente in de Finse provincie Oulu en in de Finse regio Pohjois-Pohjanmaa. De gemeente had een totale oppervlakte van 437 km² en telde 18.817 inwoners in 2010. Haukipudas is volledig Finssprekend.
Haukipudas bestond uit 16 kleinere dorpen, die wel onder de gemeente zelf vallen. Deze dorpen zijn: Kirkonkylä, Santaholma, Ukonkaivos, Martinniemi, Asemakylä, Onkamo, Halosenniemi, Holstinmäki, Häyrysenniemi, Jokikylä, Kalimeenkylä, Kello, Kiviniemi, Parkumäki, Takkuranta en Virpiniemi.
De gemeente is in 2013 bij Oulu gevoegd.

## Geboren in Haukipudas
- Lea Laven (19 juni 1948), zangeres
- Riitta-Liisa Roponen (1978), langlaufster
- Kimmo Koskenkorva (21 juni 1978), ijshockeyspeler